# Арка Януса
Арка Януса (итал. Arco di Giano, лат. Ianus Quirinus) — античное сооружение в форме тетрапилона на Бычьем форуме в Риме, в районе Велабр.

## Идентификация
Название и назначение сооружения остаётся дискуссионным. Общепринята лишь датировка арки началом IV века н. э. 
В каталоге Рима IV века упоминается арка «божественного Константина», расположенная в данном районе города. Традиционная версия отождествляет её с аркой Януса. Другие версии связывают арку Януса с именами Максенция или Констанция II.
Однако согласно преобладающей ныне версии, данное сооружение служило не триумфальной аркой, а пограничной постройкой Бычьего форума, либо обозначало перекрёсток дорог. В соответствии с этой гипотезой, известное со Средних веков название «арка Януса» интерпретируется через латинское слово ianua, «дверь» (производное от имени божества).

## Описание
Сооружение имеет квадратный план с длиной стороны 12 м; высота сохранившейся части — 16 м. Четыре входа образуют два арочных прохода, крестообразно пересекающихся. 
Арка сложена из кирпича, облицованного мраморными плитами (вероятно, сполиями).
Все четыре фасада оформлены двумя ярусами ниш (всего 48 ниш). Существует предположение, что ранее в нишах стояли статуи. Из элементов декора сохранилась только полусводы ниш в виде раковин морского гребешка и голова Минервы, вырезанная на замковом камне северного фасада. 
Не сохранился верхний ярус арки: предполагается, что он был украшен аттиком и имел внутренние помещения — в юго-восточной опоре арки имеется дверной проём и 6-пролётная лестница наверх.

## Поздняя история
В XII веке арка была инкорпорирована в укрепления замка семейства Франджипани, что сохранило её от разрушения. 
Верхний ярус арки был окончательно разрушен в 1830 году: при демонтаже крепости Франджипани его приняли за средневековую надстройку.
27 июля 1993 года рядом с церковью Сан-Джорджо-ин-Велабро (соседнее с аркой строение) взорвался заминированный мафией автомобиль, — с тех пор арка Януса обнесена оградой и недоступна для посещения. 
В 2016–2017 гг. проводится реставрация арки.